# Чаща (Владимирская область)
Чаща — деревня в Петушинском районе Владимирской области России, входит в состав Петушинского сельского поселения.

## География
Деревня расположена в 13 км на юго-запад от райцентра города Петушки.

## История
Деревня Чаща впервые значится в межевой книге 1590 года, сохранившейся в сборнике, принадлежащем Крутецкой церкви.
В конце XIX — начале XX века деревня входила в состав Покров-Слободской волости Покровского уезда, с 1921 года — в составе Покровской волости Орехово-Зуевского уезда Московской губернии. В 1859 году в деревне числился 31 двор, в 1905 году — 72 двора, в 1926 году — 78 дворов.
С 1929 года деревня входила в состав Борокского сельсовета Петушинского района Московской области, с 1939 года — в составе Крутовского сельсовета, с 1944 года — в составе Владимирской области, с 1945 года — в составе Покровского района, с 1960 года в составе Петушинского района, с 2005 года — в составе Петушинского сельского поселения.

## Население
| 1859 | 1905 | 1926 | 2002 | 2010 | 2021 |
| ---- | ---- | ---- | ---- | ---- | ---- |
| 181  | ↗377 | ↘301 | ↘7   | ↘3   | ↗11  |